# Nguyễn Hữu Ngọc
Nguyễn Hữu Ngọc (sinh ngày 26 tháng 06 năm 1975), là một cán bộ, công chức sĩ quan, chính trị gia nước Cộng hòa xã hội chủ nghĩa Việt Nam. Ông hiện mang hàm Thiếu tướng, Tư lệnh Binh đoàn 12, Chủ tịch Hội đồng thành viên kiêm Tổng Giám đốc Tổng Công ty Xây dựng Trường Sơn, Bộ Quốc phòng.
Ông là đảng viên Đảng Cộng sản Việt Nam.

## Xuất thân
Nguyễn Hữu Ngọc có nguyên quán, sinh ra và lớn lên tại xã Cự Nẫm, huyện Bố Trạch, tỉnh Quảng Bình.
Quê của ông, xã Cự Nẫm là một vùng đất nổi tiếng kiên cường kháng chiến chống ngoại xâm Pháp, Mỹ với các danh hiệu Anh hùng lực lượng vũ trang nhân dân. Tỉnh Quảng Bình giai đoạn 1976 - 1989 được sáp nhập tỉnh Bình - Trị - Thiên, quay trở lại tỉnh Quảng Bình năm 1989. Nguyễn Hữu Ngọc xuất thân trong một gia đình yêu nước, cống hiến kháng chiến vì tự do của dân tộc Việt. Các thành viên gia đình đều là đảng viên, sĩ quan, cán bộ, công chức, viên chức Đảng, Nhà nước, đơn vị sự nghiệp công lập khắp các tỉnh thành Việt Nam.

## Sự nghiệp
Năm 1995, khi 20 tuổi, ông bắt đầu công tác lĩnh vực xây dựng, thuộc Tổng Công ty Xây dựng Trường Sơn, chi nhánh Tây Nguyên, tỉnh Đắk Lắk. Từ tháng 02 năm 1995 đến tháng 03 năm 2011, ông lần lượt là Nhân viên kỹ thuật, Trợ lý Phòng Quản lý thi công, Phó Phòng Quản lý thi công, Trưởng phòng Quản lý thi công, Công ty XD 470 (Lữ đoàn 470), Binh đoàn 12.
Trong những năm công tác ở Tây Nguyên, công phụ trách quản lý thi công các công trình giao thông, cơ sở hạ tầng vùng Tây Nguyên, hợp tác với nước Lào. Hàng loạt các dự án như Cao tốc La Sơn - Túy Loan, đường Hồ Chí Minh qua Tây Nguyên (QL14), dự án Hồ Tả Trạch, Buôn Kuốp, Buôn Tua Srah, Srepok 3.
Từ tháng 04 năm 2011 đến tháng 12 năm 2015, ông được điều về trụ sở, lần lượt là Phó phòng, Trưởng phòng Kinh tế Kỹ thuật Binh đoàn 12.
Từ tháng 01 năm 2016 đến tháng 01 năm 2020, theo Quyết định 19/QĐĐ-BQP, Ủy viên Bộ Chính trị, Bộ trưởng Bộ Quốc phòng, Đại tướng Phùng Quang Thanh bổ nhiệm ông làm làm Phó Tư lệnh Binh đoàn 12, kiêm Phó tổng giám đốc Tổng Công ty Xây dựng Trường Sơn.
Trong tháng 02 năm 2020, ông được giao nhiệm vụ Phụ trách Tư lệnh Binh đoàn 12, kiêm phụ trách Chủ tịch Hội đồng thành viên, phụ trách Tổng giám đốc, Tổng Công ty Xây dựng Trường Sơn.
Tháng 03 năm 2020, theo Quyết định 99/QĐ-BQP, Ủy viên Bộ Chính trị, Bộ trưởng Bộ Quốc phòng, Đại tướng Ngô Xuân Lịch bổ nhiệm ông làm Tư lệnh Binh đoàn 12, Chủ tịch Hội đồng thành viên kiêm Tổng Giám đốc Tổng Công ty Xây dựng Trường Sơn.

## Lịch sử thụ phong quân hàm
| Năm       | 2016   | 2019        | 2023 |
| --------- | ------ | ----------- | ---- |
| Quân hàm  |        |             |      |
| Thượng tá | Đại tá | Thiếu tướng |      |